# Formulaire d'Alexandre VII
Le formulaire sur les cinq propositions, instrument de lutte contre le jansénisme, est une profession de foi que doivent signer tous les ecclésiastiques du royaume de France de 1656 à 1669. Il approuve la condamnation par le pape Innocent X de cinq propositions sur la grâce attribuées à Jansénius. Le texte du formulaire, établi en 1656, est probablement dû à Pierre de Marca et François Annat. Il est légèrement modifié en 1657 pour mentionner la confirmation, par Alexandre VII, de la condamnation.
Le pouvoir royal se heurte à bien des refus et dérobades lorsqu'il tente de le faire signer. Aussi, en 1665, Louis XIV a-t-il recours à la caution du pape : Alexandre VII fait sien le texte du formulaire, y ajoute une phrase finale de serment, et l'attache à la bulle Regiminis apostolici (en) (15 février). Cette troisième version est parfois appelée formulaire d'Alexandre VII. Louis XIV fait enregistrer bulle et formulaire au parlement de Paris. Il les accompagne d'un édit enjoignant de signer le formulaire sans la moindre « distinction, interprétation ou restriction ».
Le refus de signer sans réserve laisse percevoir, sous l'apparence d'une obstination doctrinale, une protestation contre des « abus de pouvoir sur les consciences », abus imputés à l'autorité papale et à l'autorité royale. Il faut attendre 1669 pour qu'un accommodement soit trouvé avec les récalcitrants. Il est dit « paix de Clément IX ».
Au XVIIIe siècle, le formulaire réapparaît, à l'occasion des violentes querelles autour de la bulle Unigenitus. Il gagne même l'étranger. Sa signature est encore exigée au XIXe siècle, sous le régime concordataire.

## Contexte

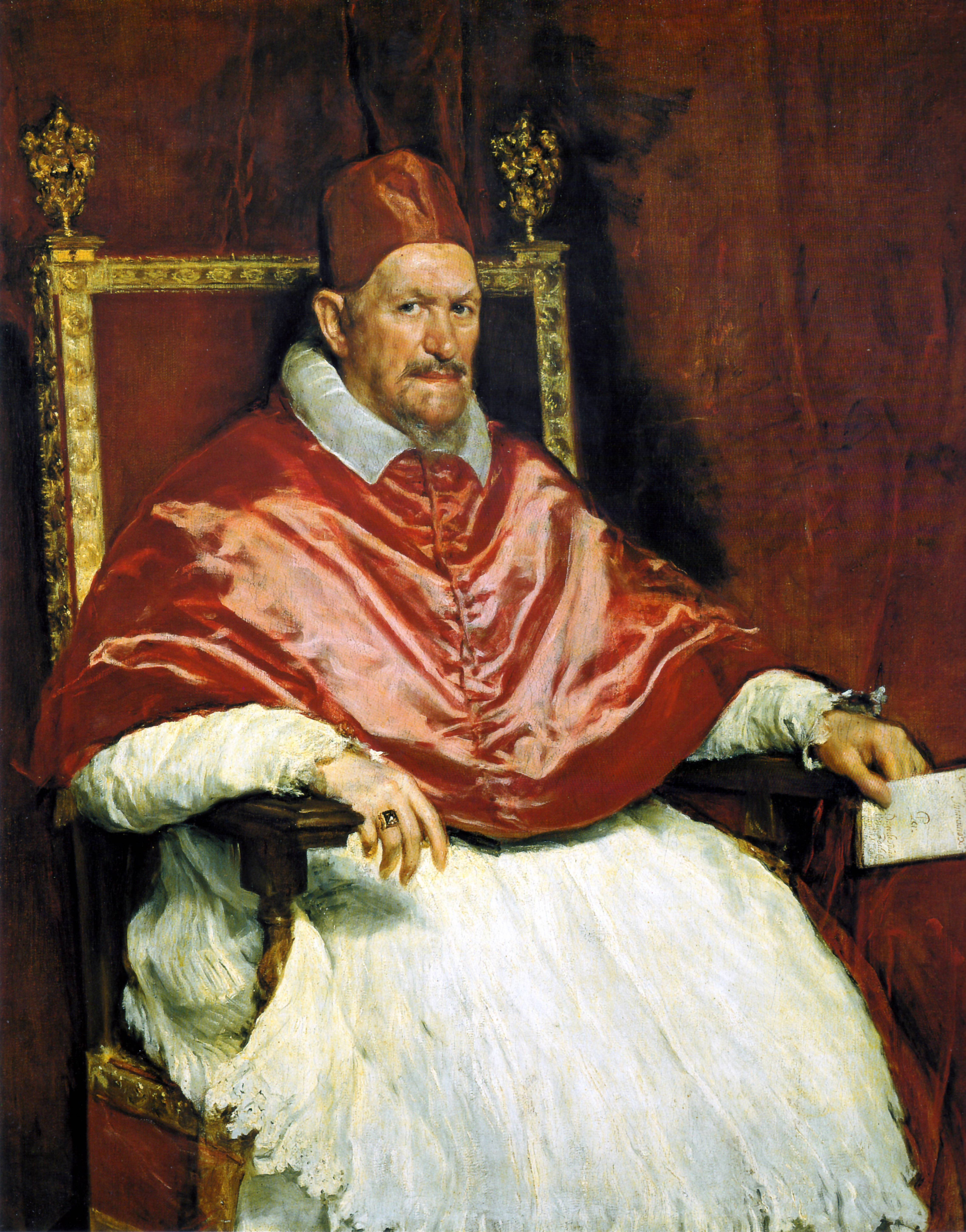
par Vélasquez, en 1650.

### Controverse sur la grâce
Le jansénisme naît d'une controverse sur la grâce entre les jésuites et les augustiniens. Son texte fondateur est l'Augustinus, publié à Louvain en 1640,, après la mort de son auteur, l'évêque d'Ypres, Cornelius Jansen, dit Jansénius. Ce livre, qui se propose d'établir la position de saint Augustin sur la grâce, combat le molinisme, la doctrine du jésuite Luis de Molina  (1535-1600).

### Les cinq propositions
Le 1er juillet 1649, le théologien Nicolas Cornet, ancien jésuite, syndic de la faculté, dénonce en Sorbonne cinq propositions sur la grâce, sans toutefois les attribuer à Jansénius . Les docteurs augustiniens protestent. Selon eux, la faculté n'a pas coutume « d'examiner des propositions vagues et sans nom d'auteur ». Celles que soumet le père Cornet sont, à leurs yeux, « des propositions captieuses, et fabriquées exprès pour en faire retomber la condamnation sur la grâce efficace ». Soixante-dix docteurs appellent comme d'abus de la démarche de Cornet. Le parlement de Paris reçoit l'appel. Il impose silence aux deux camps . Les partisans des jésuites portent alors l'affaire devant le pape . Le nom de Jansénius n'est toujours pas cité. Le 31 mai 1653, Innocent X condamne les cinq propositions dans sa bulle (ou constitution) Cum occasione impressionis libri , sans faire allusion à Jansénius.

### La question de droit et la question de fait
Le Grand Arnauld et d'autres théologiens jansénistes établissent alors une distinction entre le fait et le droit : ils reconnaissent que les cinq propositions sont hérétiques, puisque le pape les a condamnées (le droit ), mais ils contestent qu'elles se trouvent dans l'Augustinus (le fait ) .

### Imputation des cinq propositions à Jansénius

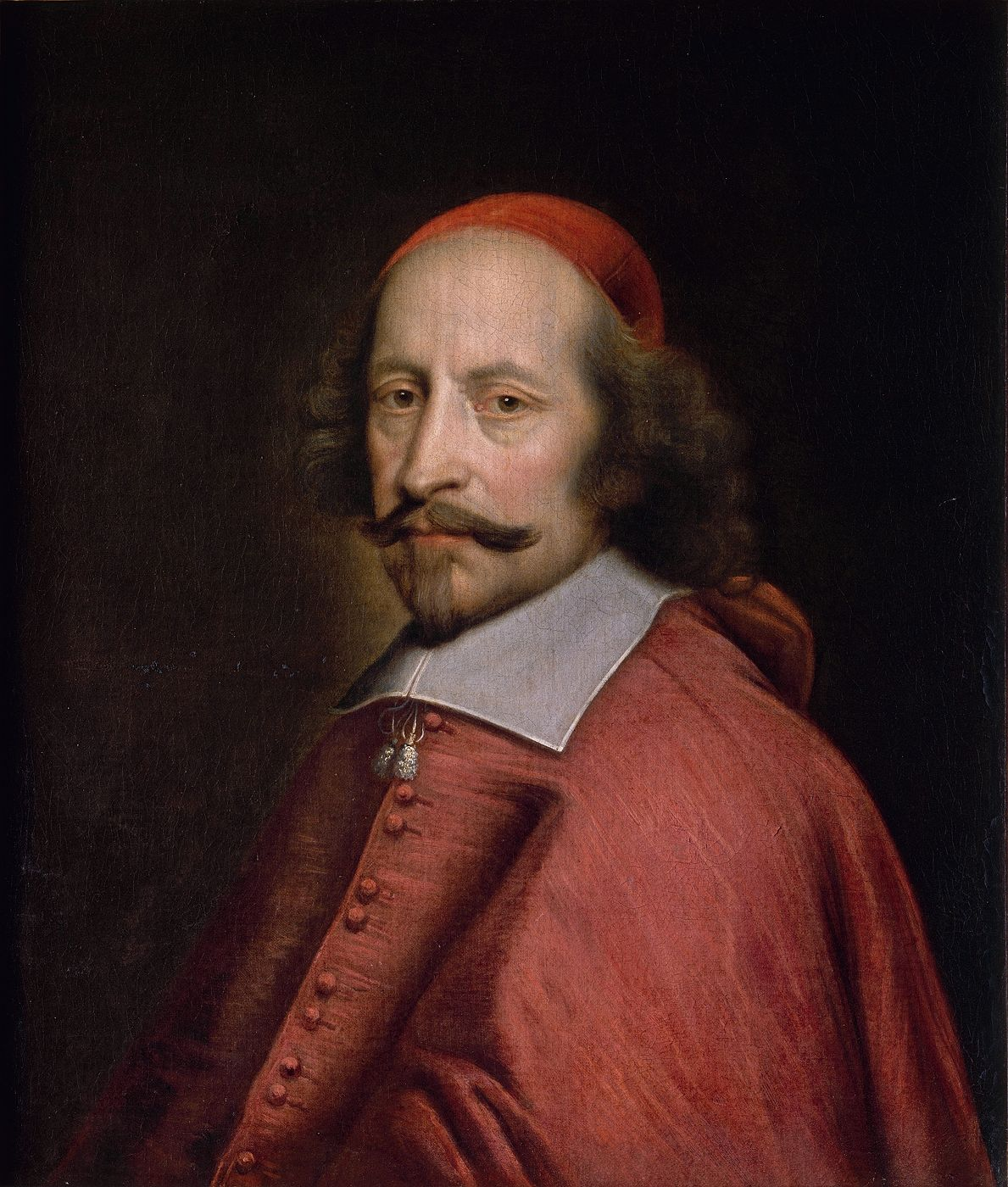
Le cardinal Mazarin, par Mignard.

Au début de l'année 1654, François Annat, provincial des jésuites de France, s'apprête à devenir confesseur de Louis XIV. Sous son influence, Mazarin réunit au Louvre, le 9 mars, 38 archevêques et évêques . (Cette assemblée de prélats est distincte de l'Assemblée du clergé, qui est constituée des députés des provinces.) Mazarin demande aux prélats que soit mis fin aux « subtilités nouvellement inventées » et qu'un accueil sans contestation soit réservé à la bulle. On nomme huit commissaires chargés d'examiner le livre de Jansénius. Ils n'y trouvent pas les cinq propositions, mais, à en juger par le contexte de la doctrine de l'auteur, ils restent convaincus qu'elles s'y trouvent . L'assemblée des prélats se range à l'avis de la commission. Mazarin conclut que la bulle Cum occasione a « condamné les cinq propositions comme étant de Jansénius, et au sens de Jansénius ». L'archevêque de Toulouse Pierre de Marca, au nom de l'assemblée, écrit au pape pour l'informer de ce jugement : « Ces cinq propositions et opinions sont de Jansénius, et […] Votre Sainteté les a condamnées en termes exprès et très clairs au sens de Jansénius. » Le 29 septembre 1654, Innocent X adresse à l'assemblée des prélats le bref Ex litteris, pour la remercier de s'être soumise à sa bulle, dans laquelle il a, dit-il, « condamné la doctrine de Jansénius ».
Le 10 mai 1655, Mazarin réunit quinze prélats qui se trouvent à Paris. Cette nouvelle assemblée décide que Cum occasione et Ex litteris seront envoyés à tous les évêques du royaume. Elle exhorte ceux-ci à faire signer la bulle et le bref « par tous les ecclésiastiques et par toutes les communautés, tant régulières que séculières de leurs diocèses ». « C'est la première fois, dit Racine, qu'il a été parlé de signature dans cette affaire . »

## Historique

### Première version du formulaire (1656)

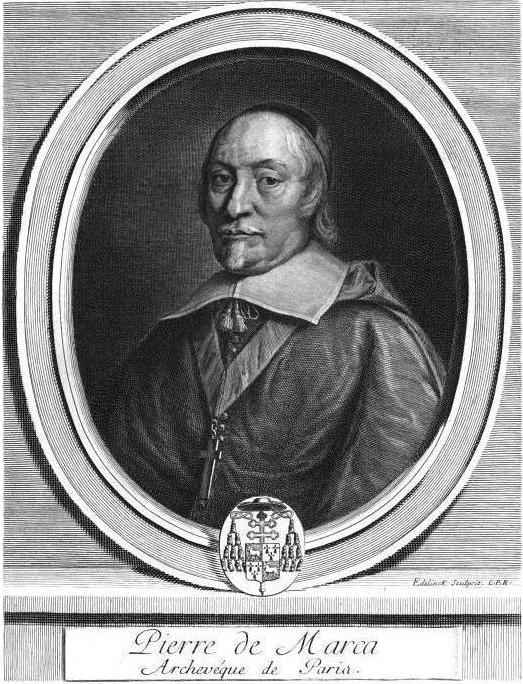
Pierre de Marca, archevêque de Toulouse de 1652 à 1662.

L'enjeu n'est plus désormais de condamner les cinq propositions (chacun semble s'accorder à le faire), mais de les condamner « au sens de Jansénius », c'est-à-dire comme conformes à la doctrine de Jansénius. Le père Annat décide alors de dresser un formulaire qui sera une profession de foi dans le fait et dans le droit. Selon Racine, « tout le monde convient » que le « principal auteur » de ce formulaire est Pierre de Marca, assisté du père Annat.
Le 1er et le 2 septembre 1656, tous les prélats qui se trouvent à Paris se joignent aux députés de l'Assemblée du clergé, dans la grande salle des Augustins . Pierre de Marca fait un rapport sur la controverse des cinq propositions. Il affirme d'abord que les questions doctrinales peuvent être discutées dans cette Assemblée générale, à laquelle il prête « l'autorité d'un vrai concile national ». Il rappelle ensuite les conclusions de l'assemblée des prélats de mars 1654 : les cinq propositions condamnées par la bulle Cum occasione se trouvent bien dans l'Augustinus ; elles ont bien été condamnées dans le sens de Jansénius. C'est ce que confirme le bref Ex litteris.
L'Assemblée approuve le texte préparé par Marca et Annat . Intitulé Formule pour la réception et souscription de la Constitution de notre saint Père le Pape Innocent X portant condamnation de la doctrine des cinq Propositions de Cornelius Jansénius, il est plus simplement appelé « le formulaire ». Madame de Sévigné le nomme « le formulaire sur les cinq propositions ». Il va être envoyé à tous les évêques du royaume. L'Assemblée les invite à s'en servir afin de rendre l'exécution de la bulle d'Innocent X « uniforme dans tous les diocèses ». Les évêques récalcitrants seront « exclus de toute assemblée du clergé, soit générale, soit particulière, et même des assemblées provinciales ». Ce premier formulaire est ainsi rédigé :

« Je me soumets sincèrement à la constitution de N.S.P. le Pape Innocent X du 31 mai 1653, selon son véritable sens expliqué par l’assemblée de messeigneurs les prélats de France du 28 mars 1654 et confirmé depuis par le bref de S.S. du 29 septembre de la même année. Je reconnais que je suis obligé en conscience d’obéir à cette constitution, et je condamne de cœur et de bouche la doctrine des cinq propositions de Cornelius Jansénius, contenues dans son livre intitulé Augustinus, que le Pape et les évêques ont condamnées, laquelle doctrine n’est point celle de S. Augustin, que Jansénius a mal expliquée contre le vrai sens de ce saint docteur. »

### Deuxième version du formulaire (1657)

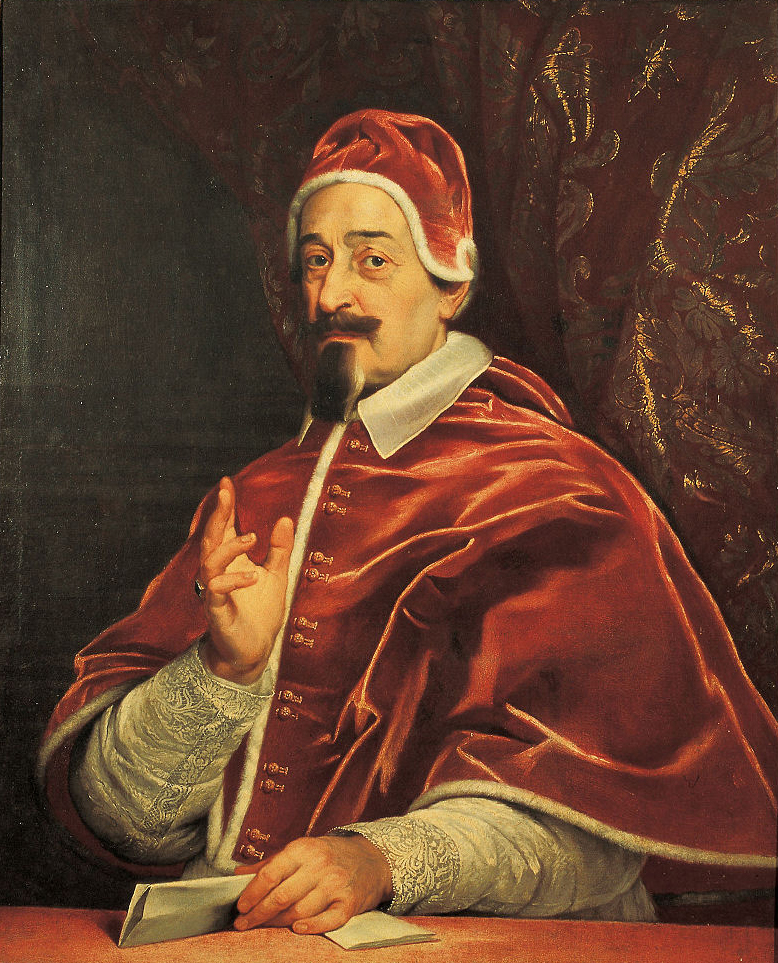
, pape de 1655 à 1667.

Le 16 octobre 1656, le nouveau pape, Alexandre VII, très favorable aux jésuites, fulmine la bulle Ad sanctam beati Petri sedem (en) où il reproduit et confirme celle d'Innocent X. Surtout, il y affirme que les cinq Propositions ont été condamnées au sens de l'auteur. Mais il ne dit mot du formulaire.
Le 17 mars 1657, l'Assemblée du clergé supprime dans celui-ci la mention de l'assemblée des prélats et celle du bref d'Innocent X. Elle évoque à la place la bulle d'Alexandre VII. Le texte devient :

« Je me soumets sincèrement à la Constitution du Pape Innocent X du 31 mai 1653 selon son véritable sens, qui a été déterminé par la Constitution de N.S.P. le Pape Alexandre VII du 16 octobre 1656. Je reconnais que je suis obligé en conscience d'obéir à ces Constitutions, et je condamne de cœur et de bouche la doctrine des cinq Propositions de Cornélius Jansénius, contenue dans son livre intitulé Augustinus, que ces deux Papes et les Évêques ont condamnée ; laquelle doctrine n'est point celle de saint Augustin, que Jansénius a mal expliquée contre le vrai sens de ce saint Docteur. »

« Ces mesures, dit Émile-Henry Vollet, n'eurent guère d'autre résultat que de susciter des écrits exprimant les protestations des jansénistes sur la question de fait . » Le 13 décembre 1660, Louis XIV exige des solutions de la part de l'Assemblée du clergé réunie à Paris. Celle-ci décide que la signature du formulaire doit être obtenue sans délai. Ceux qui la refuseront seront poursuivis comme hérétiques .
Mazarin meurt le 9 mars 1661. Le règne personnel de Louis XIV commence. Mazarin attachait peu d'importance aux querelles religieuses. Il n'en va pas de même pour le jeune souverain. Il compose son conseil de Conscience, dans lequel Pierre de Marca et le père Annat ont « la principale autorité ». Le 13 avril, un arrêt du Conseil du roi autorise le formulaire. Louis XIV adresse à tous les archevêques et évêques une lettre leur demandant de le faire signer dans leurs diocèses .
Cette mesure autoritaire va donner le signal de persécutions à l'encontre des jansénistes et de Port-Royal, leur principal foyer,. Le formulaire commence à susciter bien des troubles dans l'opinion. Plusieurs évêques refusent de le faire signer . Le cas de Nicolas Pavillon, évêque d'Alet, est exemplaire. Jusqu'en 1657, il est étranger au débat. Il s'intéresse moins aux « subtilités de la théologie de la grâce » qu'à remplir au mieux ses fonctions épiscopales. Dans une lettre à Félix Vialart de Herse, évêque de Châlons, il dit s'opposer à la décision de l'Assemblée du clergé.
- Selon lui, les évêques députés n'ont pas l'autorité d'un concile général qui leur permettrait d'ordonner à leurs confrères par décret et par ordonnance, et de les menacer de sanctions.
- Nier la solution d'une question de fait peut être un acte de témérité, d'ignorance ou de présomption, mais pas d'hérésie.
- Tous les évêques ont la même autorité pour juger de ces matières, et c'est faire injure aux évêques absents que de leur ordonner de « souscrire que des propositions sont hérétiques en un sens, avant de leur expliquer ce sens », comme s'ils étaient de simples fidèles[22] .

Pavillon écrit au roi, aux prélats de l'Assemblée et au pape. Plusieurs autres évêques font de même : Nicolas de Buzanval, évêque de Beauvais, Henri Arnauld, évêque d'Angers, Gilbert de Choiseul, évêque de Comminges, et Antoine Godeau, évêque de Vence .
Le 8 juin 1661, les grands vicaires de Paris publient un mandement expliquant que la signature du formulaire engage à condamner les cinq propositions (la question de droit), mais n'engage qu'à un respectueux silence d'obéissance au pape en ce qui concerne l'imputation de ces propositions à Jansénius (la question de fait). Ce mandement recueille un grand nombre de signatures. Par un arrêt du Conseil du roi du 9 juillet, il est cassé et déclaré nul . Par un bref du 1er août, Alexandre VII contraint les grands vicaires à le révoquer.
Les évêques, de leur côté, ne reçoivent aucune réponse du pape. Il leur est simplement demandé par le nonce Piccolomini de se conformer au bref adressé aux grands vicaires. Ils refusent de plier .
Les grands vicaires obéissent le 31 octobre. Ils publient un second mandement — qu'ils ont ordre de faire signer aux religieuses de Port-Royal — exigeant « la signature pure et simple du formulaire ».

### Les religieuses de Port-Royal

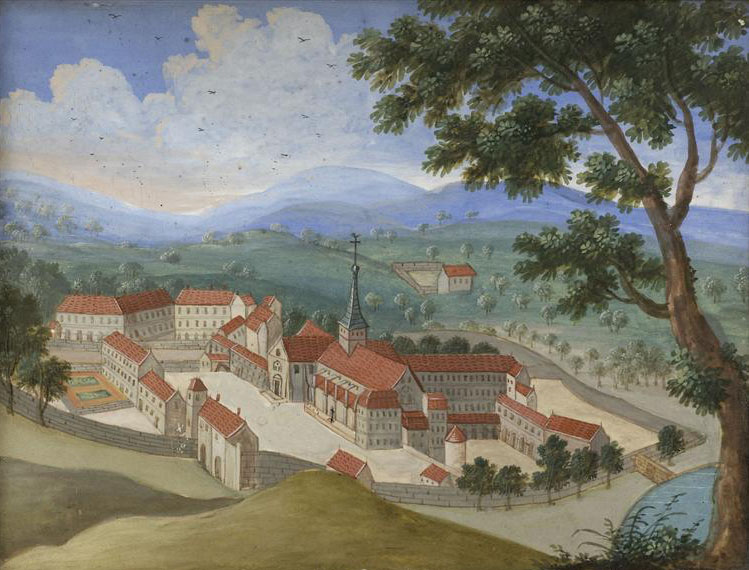
Port-Royal des Champs.

Les religieuses de Port-Royal sont « restées étrangères à ces débats » qui passent « leur entendement et leurs connaissances théologiques ». Elles savent que tout le monde reconnaît que « cinq propositions très abominables » ont été condamnées par deux papes. Elles savent aussi « qu'un grand nombre de docteurs distingués par leur piété et par leur mérite », au nombre desquels les directeurs de leur maison, soutiennent que les propositions ne sont pas dans le livre de l'évêque d'Ypres. Les religieuses doutent donc que les propositions s'y trouvent . « Ainsi, soit qu'elles se trompassent ou non, pouvaient-elles en sûreté de conscience signer le formulaire ? N'était-ce pas attester qu'elles croyaient le contraire de ce qu'en effet elles pensaient  ? » Se fier à la décision des deux papes ? Le pape et les conciles « ne sont point infaillibles sur les faits non révélés ». Le premier mandement des vicaires de Paris leur a permis de signer le formulaire « avec une tête et une queue », c'est-à-dire en dégageant leur conscience par des explications sur la question de fait. On leur demande de signer à nouveau. Elles s'y plient une nouvelle fois, mais en accompagnant leur signature d'une déclaration :

« Nous, abbesse, prieures et religieuses des deux monastères de Port-Royal de Paris et des Champs, etc., considérant que, dans l'ignorance où nous sommes de toutes les choses qui sont au-dessus de notre profession et de notre sexe, tout ce que nous pouvons faire est de rendre témoignage de la pureté de notre foi, nous déclarons très volontiers par notre signature qu'étant soumises avec un très profond respect à notre Saint-Père le pape, et n'ayant rien de si précieux que la foi, nous embrassons sincèrement et de cœur tout ce que Sa Sainteté et le pape Innocent X en ont déjà décidé ; et rejetons toutes les erreurs qu'ils ont jugé y être contraires . »

De terribles pressions s'exercent sur elles pour qu'elles souscrivent purement et simplement. Elles refusent toujours, à l'exception de onze d'entre elles, qui signent, puis se rétractent, renouvellent leur signature, se rétractent à nouveau .

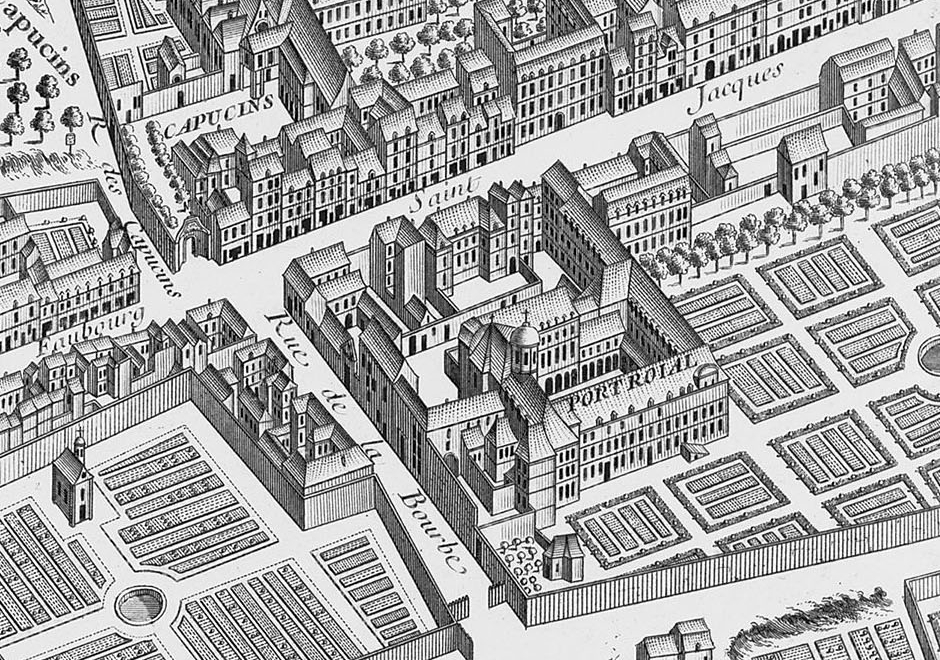
Port-Royal de Paris.

Le 7 juin 1664, Hardouin de Péréfixe, archevêque de Paris, donne un mandement accommodant. Pour ce qui concerne le fait, il demande « seulement une foi humaine et ecclésiastique », obligeant à « soumettre son jugement à celui de ses supérieurs ». Cette distinction très nette du fait et du droit est un triomphe pour les jansénistes. L'archevêque ne leur offre là rien d'autre, remarque Racine, « que cette même soumission de respect et de discipline » qu'eux-mêmes ont tant de fois proposée. Pourtant, ils exigent des termes plus précis. Ils se retranchent dans « les règles étroites de leur dialectique » et dans « la sévérité de leur morale ». « Racine, dit Raymond Picard, est amené à reconnaître lui-même qu'il y avait chez ses amis une étrange obstination à refuser, pour des raisons de terminologie, d'accorder ce qu'ils avaient eux-mêmes proposé. Il faut songer que le sort de Port-Royal a dépendu des exigences verbales de cette dialectique. »
Le 14 juin, l'archevêque se déplace à Port-Royal de Paris pour obtenir une signature selon son mandement de la semaine précédente . Le refus des religieuses entraîne à leur encontre, à partir du 21 août, toute une série de mesures violentes : privation de sacrements, dispersion, etc. En novembre, les persécutions s'étendent à Port-Royal des Champs ,. Racine constate amèrement :

« Le crime pour lequel [l'archevêque] les traitait si rudement était de n'avoir point la créance humaine que des propositions étaient dans un livre qu'elles n'avaient point lu, qu'elles n'étaient point capables de lire, et qu'il n'avait vraisemblablement jamais lu lui-même . »

### Troisième version du formulaire (1665)
Les jansénistes affirment qu'Alexandre VII désapprouve le formulaire, puisqu'il ne l'a jamais mentionné, et puisqu'il n'en a pas lui-même dressé un pour Rome . Aussi le Conseil du roi demande-t-il au pape d'établir un formulaire apostolique « tout semblable » à celui de l'Assemblée du clergé de France. Alexandre VII s'exécute. Il ajoute une phrase finale de serment . Il attache le formulaire à la bulle Regiminis apostolici (en), qu'il fulmine le 15 février 1665. Cette troisième version est parfois appelée « formulaire d'Alexandre VII » :

« Je me soumets à la Constitution apostolique d'Innocent X, souverain pontife, donnée le 31 mai 1653, et à celle d'Alexandre VII, son successeur, donnée le 16 octobre 1656. Et je rejette et condamne sincèrement les cinq Propositions extraites du livre de C. Jansénius, intitulé Augustinus, dans le propre sens du même auteur, comme le Siège Apostolique les a condamnées par les mêmes Constitutions. Je le jure ainsi : ainsi Dieu me soit en aide et ses saints Évangiles. »

En avril, Louis XIV se rend en personne au parlement de Paris pour faire enregistrer la bulle et le formulaire . Il y joint une Déclaration du roi, en forme d’édit, pour l’exécution de la bulle de Notre Saint Père le Pape, du 15 février 1665. Cette déclaration enjoint aux archevêques et évêques de signer et de faire signer le formulaire, « sans user d’aucune distinction, interprétation ou restriction ».

### La résistance des quatre évêques

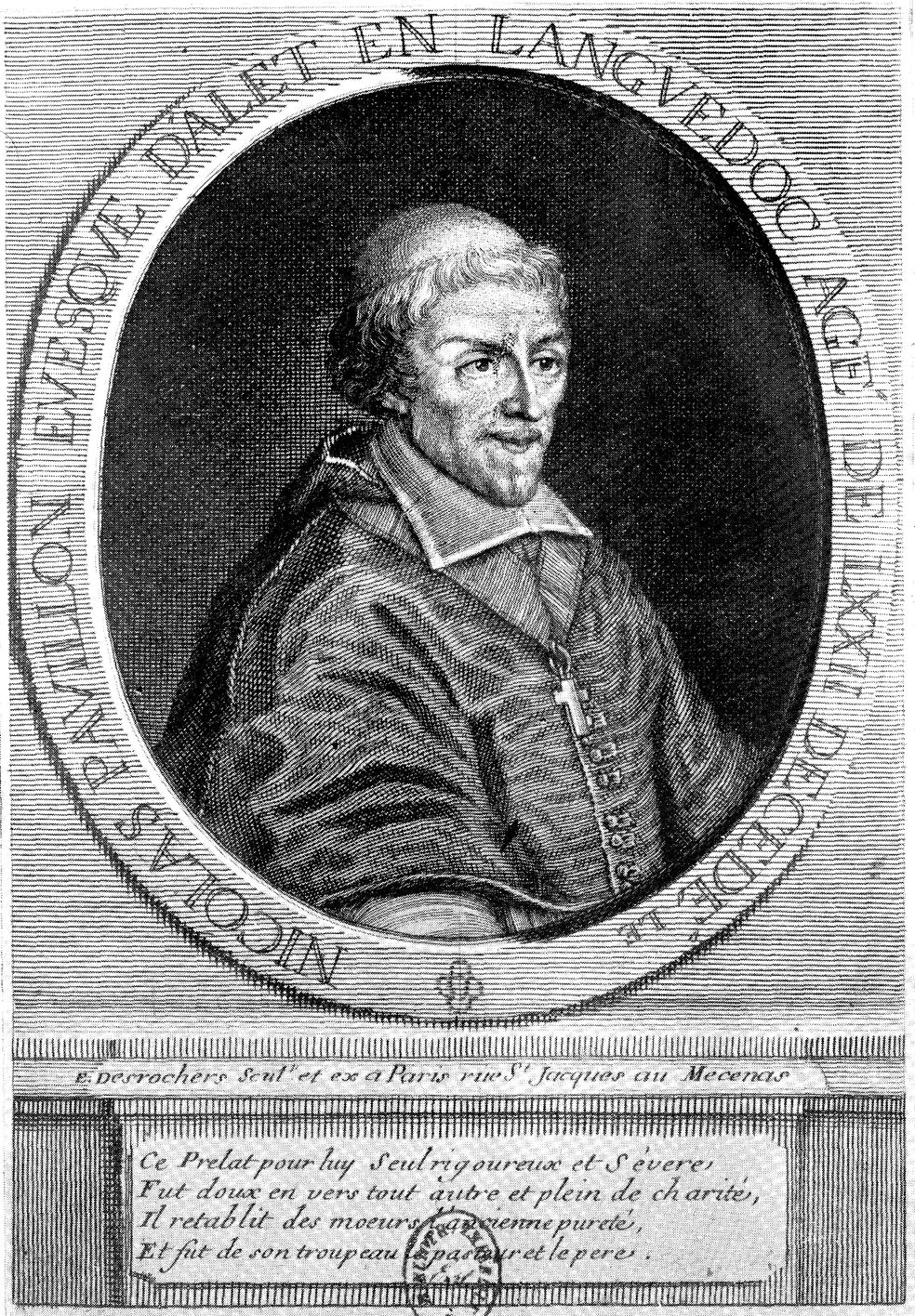
Nicolas Pavillon, évêque d'Alet de 1637 à 1677.

Cette fois, les évêques obéissent, de plus ou moins bon gré. Ils font signer leur clergé . Mais Nicolas Pavillon voit dans la Déclaration « un empiétement sur les droits des évêques, doublé d’un viol des consciences ».
Pavillon condamne sincèrement les cinq propositions. Il ne dit pas qu'elles sont absentes de l'Augustinus. La question ne le préoccupe sans doute pas. Mais il respecte les scrupules de ceux qui ne voudraient pas calomnier Jansénius si jamais il était innocent des erreurs qu'on lui impute. Pavillon reste ouvertement opposé à la signature, de même que trois autres évêques : Nicolas de Buzanval, Henri Arnauld et François de Caulet, évêque de Pamiers .
Tous quatre écrivent des mandements. Celui de Pavillon, Mandement de Monseigneur l'evesque d'Alet touchant la signature du formulaire, paraît le 1er juin 1665. Comme l'ont fait les grands vicaires dans leur premier mandement, il distingue la question de droit et la question de fait, pour permettre à chacun de signer en accord avec sa conscience. Le 20 juillet, les mandements des quatre évêques sont cassés par arrêt du Conseil d'État. Rome les met à l'Index .
En pratique, désormais, et jusqu'à la fin du XVIIIe siècle, l'accusation de jansénisme ne se fonde plus sur l'adhésion aux cinq propositions, mais sur « le refus de signer le formulaire sans réserve et sans explication ». Pourtant, parmi ceux qui refusent de signer, il est difficile de distinguer ceux qui s'entêtent à accepter une théologie condamnée et ceux qui protestent contre un abus de pouvoir du pape et du roi.
- Certains refusent de signer parce qu'ils adhèrent aux cinq propositions en les prenant « non dans le sens où elles ont été condamnées, c’est-à-dire dans une interprétation conforme à la théologie calviniste, mais dans ce qu’ils considèrent comme le vrai sens de Jansénius, c’est-à-dire la doctrine de saint Augustin[58] ».
- Le plus grand nombre de ceux qui, comme Nicolas Pavillon, voudraient pouvoir signer en émettant une réserve estiment que leur refus « n’est nullement incompatible avec l’adhésion à la doctrine de l’Église[58] ». Ce qu'ils refusent, ce sont les « abus de pouvoir sur les consciences » que commettent l’autorité royale et l’autorité papale ; ce qu'ils expriment, c'est la méfiance vis-à-vis d'éventuelles persécutions. Mais leurs protestations sont interprétées, par incompréhension ou par mauvaise foi, comme une adhésion aux cinq propositions ; leur attitude purement politique est punie comme une hérésie[59].

Le 18 janvier 1667, les mandements des quatre évêques sont mis à l'Index par Alexandre VII. À la demande de Louis XIV, le pape institue une commission de neuf prélats de France pour juger les quatre évêques . 

### La «paix de Clément IX»

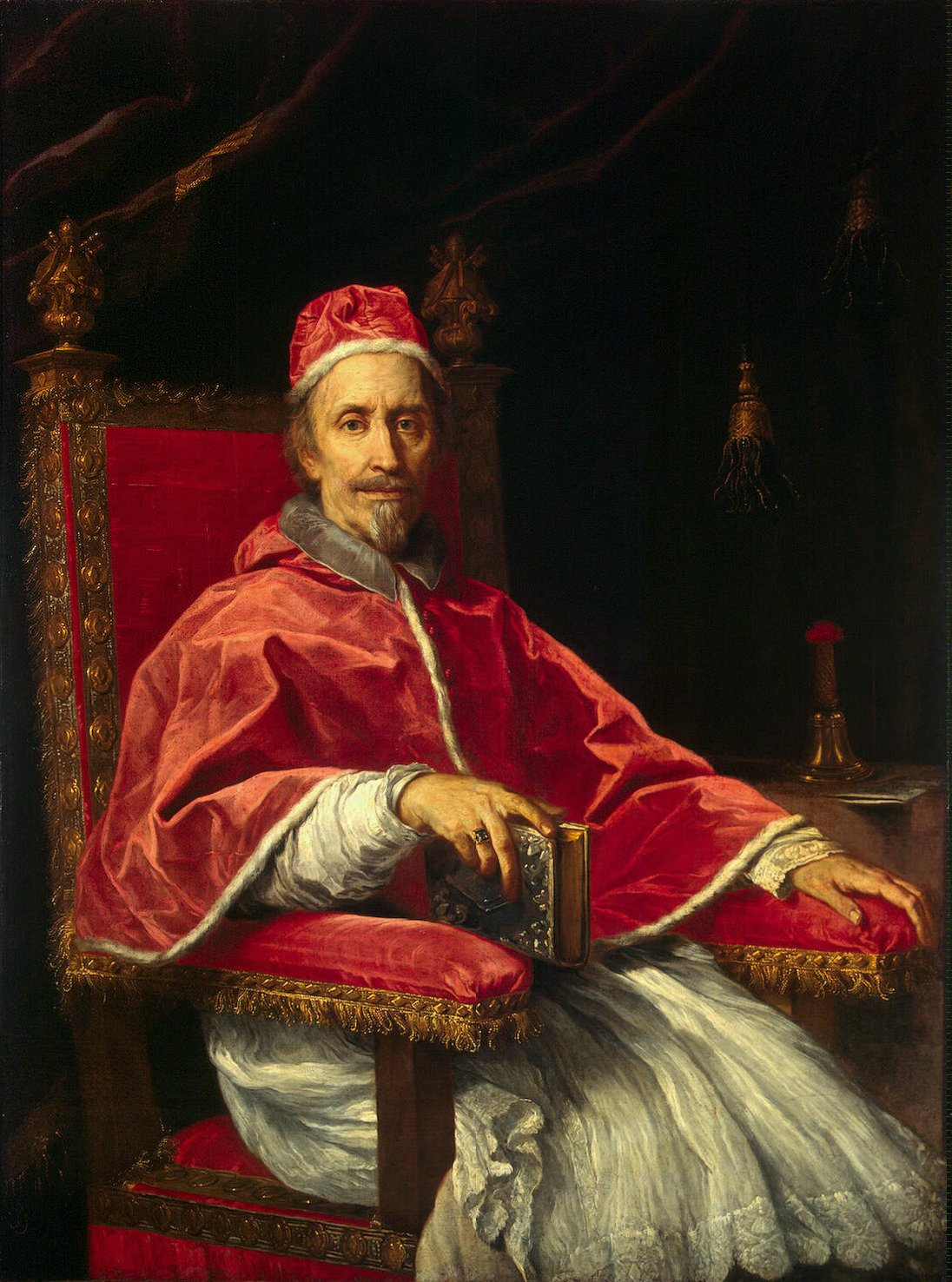
, pape de 1667 à 1669.

Le 10 juin 1667, Clément IX devient pape. Il confirme la commission mise en place par Alexandre VII . 
Mais les quatre évêques réfractaires ont maintenant des soutiens puissants, celui de ministres d'État, celui de princesses du sang, celui d'une grande partie des docteurs de Sorbonne, celui enfin de membres du parlement de Paris, traditionnellement opposés à l'absolutisme. Ils sont défendus également par une quarantaine d'évêques. Car l'Église gallicane s'alarme de voir quatre évêques de France soumis au jugement immédiat de commissaires du pape .
Le 1er décembre, 19 évêques écrivent au pape pour le prier de rendre la paix à l'Église. Ils témoignent de leur estime à l'égard des quatre évêques, et rappellent que l'infaillibilité pontificale concerne les « dogmes révélés de Dieu » et non les « décisions de fait ». Ils écrivent aussi au roi pour dénoncer l'irrégularité de la procédure instituée par un bref du pape contre les quatre évêques. Au-delà des cinq propositions, la querelle se focalise donc maintenant sur « une question de juridiction, intéressant au plus haut degré les franchises et les usages de l'Église gallicane, et la dignité du corps épiscopal ».
Louis Henri de Gondrin, archevêque de Sens, et Félix Vialart de Herse proposent alors un expédient au nonce Pietro Bargellini : les quatre évêques ne révoqueraient pas leurs mandements, ils ne se rétracteraient pas, mais ils ordonneraient une nouvelle signature du formulaire — « non par d'autres mandements publics, mais par des procès-verbaux qui demeureraient dans leurs greffes ». Par ces procès-verbaux, ils déclareraient à leurs ecclésiastiques qu'en ce qui concerne le fait l'Église n'oblige qu'à « une soumission de respect et de silence ; et ils leur feraient signer le formulaire au pied de cette déclaration ». Après quoi, ils écriraient au pape « une lettre pleine de respect, pour lui rendre compte de cette signature ». Chacun met en balance son intérêt. Louis XIV veut rétablir l'unité de son royaume, avant de l'engager dans une guerre contre les Provinces-Unies. Clément IX craint un schisme. Le roi, le pape et les quatre évêques finissent par s'entendre sur le compromis.
Les procès-verbaux sont signés dans les quatre diocèses les 14, 15 et 18 septembre 1668. Le même mois, les quatre évêques écrivent leur lettre de soumission au pape . Le 23 octobre, un arrêt du Conseil du roi prend acte de la paix de l'Église. Le roi y « fait inhibitions et défenses à tous ses sujets de s’attaquer ni provoquer les uns les autres, sous couleur de ce qui s’est passé, usant des termes d’hérétiques, jansénistes, semi-pélagiens ».
Le 19 janvier 1669, Clément IX adresse aux quatre évêques un bref exprimant sa bienveillance paternelle. Les religieuses de Port-Royal acceptent elles aussi de signer le formulaire. En février, Péréfixe, l'archevêque de Paris, lève les censures prononcées contre elles .
L'arrangement est communément appelé « paix de Clément IX » .
Cette paix, qui va durer dix ans, n'est pas toujours respectée. Pourtant, des voix s'élèvent pour faire abolir l'obligation de signature. François Harlay de Champvallon, un temps persécuteur de Port-Royal, pour un temps pacificateur, adresse au pape un mémoire en ce sens, L'Échafaudage. Mais Clément IX meurt en 1670. Le duc de Chaulnes, ambassadeur de France auprès de Clément X, tente lui aussi d'obtenir cette abolition, mais en vain.
En 1676, à la demande du père de La Chaise et d'Harlay de Champvallon, Louis XIV rend l'arrêt du camp de Ninove. Il y précise que la possibilité accordée à certains de signer avec explication ne constitue pas une révocation de la bulle Regiminis apostolici, qui prescrit une signature pure et simple du formulaire.
En 1679 meurt la duchesse de Longueville, protectrice de Port-Royal des Champs. C'est la fin de la paix de Clément IX. Les persécutions reprennent.

### AuXVIIIesiècle

#### En France

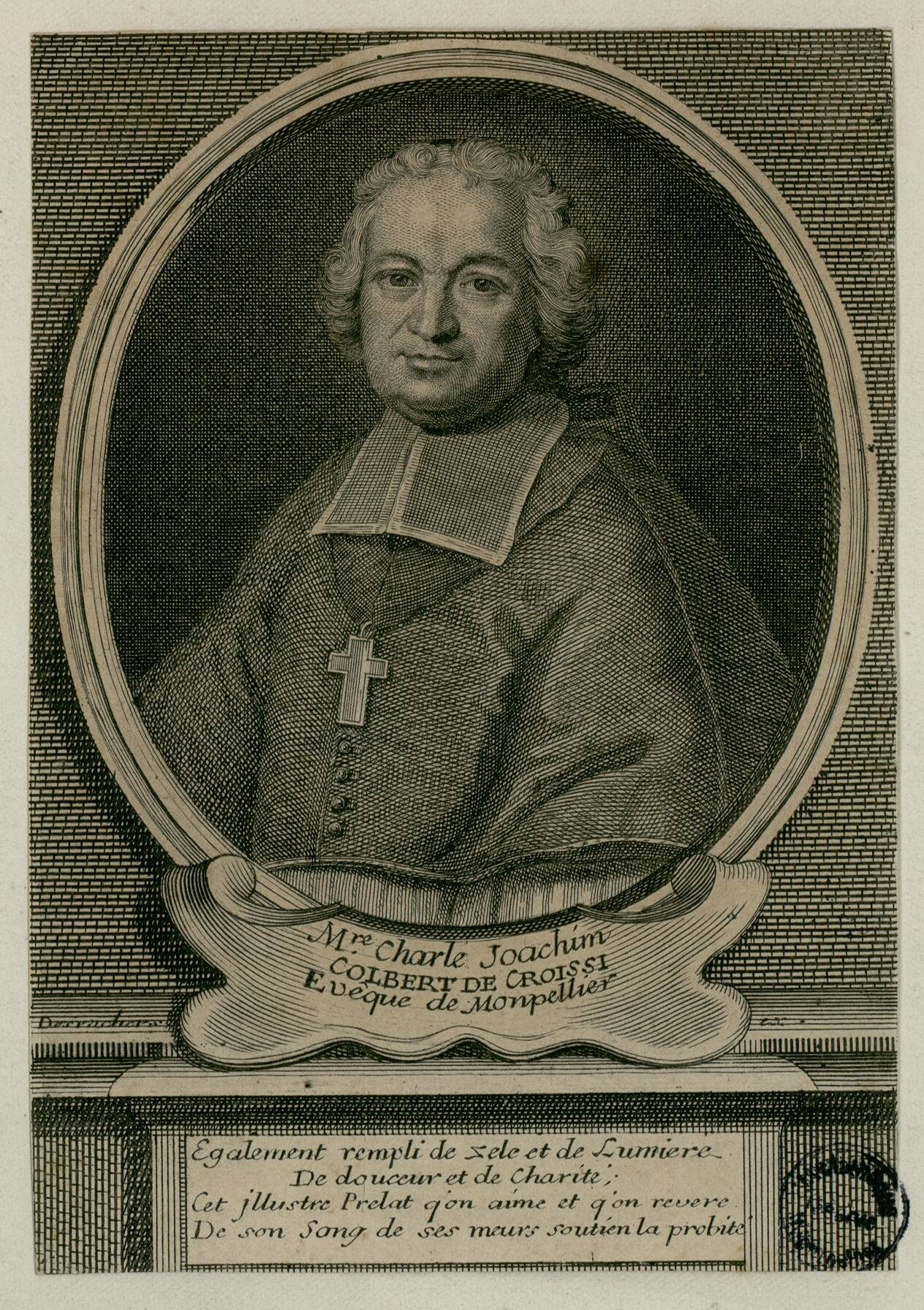
Charles-Joachim Colbert de Croissy, évêque de Montpellier.

Le formulaire tombe en désuétude. Mais, à la fin de la Régence, dans l'affaire des appelants, il réapparaît. Le 11 juillet 1722, le roi enjoint aux évêques et aux universités d'exiger la signature du formulaire pour l'admission aux ordres et aux degrés. Charles Colbert, évêque de Montpellier, un des quatre appelants de 1717, fait suivre la signature de la clause « sans déroger… » Il invoque le bénéfice de la paix de Clément IX. Le 21 septembre 1724, son temporel est saisi, ses bénéfices sont déclarés vacants et impénétrables.
En 1729, un ordre de Louis XV proscrit tous les oratoriens qui n'ont pas signé purement et simplement le formulaire. Une déclaration du roi du 24 mars 1730, exigeant la signature pure et simple du formulaire et faisant de la bulle Unigenitus une loi d'État, est enregistrée par le lit de justice du 3 avril. À l'époque des persécutions contre l'abbaye de Saint-Polycarpe, le 14 avril 1741, Jean-Louis de Crillon, archevêque de Narbonne, entend faire signer le formulaire aux religieux. Tous refusent,.
On trouve encore trace d'exigences de signature du formulaire après l'introduction du régime concordataire.

#### Hors de France
Au XVIIe siècle, les plus importantes querelles relatives au jansénisme se limitent à la France. Mais l'effervescence autour de la bulle Unigenitus (1713) va se propager.
À Louvain, lieu de publication de l'Augustinus, on reste fidèle à la doctrine de Jansénius. On y est libre de signer le formulaire sur la seule question de droit. Les papes se montrent indulgents, peut-être parce qu'ils n'ont pas, ici, l'appui d'un Louis XIV. Mais en 1710, la signature pure et simple devient obligatoire dans les Flandres. 
En Hollande, en 1702, Petrus Codde, vicaire apostolique, est convoqué à Rome, où il doit signer purement et simplement le formulaire. Il refuse, invoquant la paix de Clément IX. Il est démis du vicariat apostolique. Par la suite, il refuse une nouvelle fois de signer. À sa mort, il est interdit de sépulture ecclésiastique, avec défense de prier pour lui. L'affaire est à l'origine du schisme dans l'Église catholique de Hollande.

## Texte des cinq propositions
En 1649, Nicolas Cornet soumet à la faculté cinq propositions sur la grâce.

« Ces propositions, dit Racine, étaient embarrassées de mots si captieux et si équivoques que, bien qu'elles fussent en effet très hérétiques, elles semblaient néanmoins ne dire sur la grâce que presque les mêmes choses que disaient les défenseurs de saint Augustin . »

La première proposition se trouve bien dans le texte de Jansénius. Les quatre autres ne s'y trouvent pas, dit Vincent Carraud, « bien qu'elles soient des résumés fidèles de la doctrine de Jansénius ».
1. « Quelques commandements de Dieu sont impossibles aux hommes justes, lors même qu'ils veulent et qu'ils s'efforcent, selon les forces qu'ils ont dans l'état où ils se trouvent ; et la grâce qui les doit rendre possibles leur manque[77]. »
(C'est la seule proposition littéralement extraite du livre de Jansénius. Innocent X la déclare téméraire, impie, blasphématoire, et la frappe d'anathème[22] .)
2. « Dans l'état de la nature corrompue, on ne résiste jamais à la grâce intérieure[77]. »
(Cette proposition ne se trouve pas mot pour mot dans l' Augustinus, « mais la doctrine qu'elle exprime y est en vingt endroits[22] ». Elle est condamnée comme hérétique[78].)
3. « Pour mériter et pour démériter dans l'état de la nature corrompue, il n'est pas requis en l'homme une liberté qui l'exempte de la nécessité de vouloir ou d'agir ; mais il suffit d'une liberté qui le dégage de la contrainte[77]. »
(Proposition condamnée comme hérétique[78]. Jansénius a écrit : « Une œuvre est méritoire ou déméritoire lorsqu'on la fait sans contrainte, quoi qu'on ne la fasse pas sans nécessité[22] . »)
4. « Les semi-pélagiens admettaient la nécessité de la grâce intérieure prévenante pour toutes les bonnes œuvres, même pour le commencement de la foi ; et ils étaient hérétiques en ce qu'ils voulaient que cette grâce fût telle que la volonté humaine pût lui résister ou lui obéir[77]. »
(La première partie de cette proposition est condamnée comme fausse, la seconde comme hérétique[22] .)
5. « C'est parler en semi-pélagien que de dire que Jésus-Christ est mort et qu'il a répandu son sang pour tous les hommes sans en excepter un seul[77]. »
(Cette proposition est déclarée fausse, téméraire et scandaleuse ; et entendue dans ce sens que Jésus-Christ serait mort seulement pour le salut des prédestinés, cette proposition est condamnée comme impie, blasphématoire, injurieuse, dérogeant à la bonté divine, et hérétique. Jansénius a écrit que « les Pères, bien loin de penser que Jésus-Christ soit mort pour le salut de tous les humains, ont regardé cette opinion comme une erreur contraire à la foi catholique ; que le sentiment de saint Augustin est que Jésus-Christ n'est mort que pour les prédestinés, et qu'il n'a pas plus prié pour le salut des réprouvés que pour le salut des démons[22] ».)

Dans Angélique Arnauld, Fabian Gastellier tente d'expliquer ces cinq propositions.

## En littérature
Le sujet de Port-Royal, pièce d'Henry de Montherlant, est fourni par le refus des religieuses de Port-Royal de Paris de signer le formulaire, en août 1664.